# Метил оранж
Метил оранж је индикатор, који се често употребљава код титрација, јер мења боју код средње јаке киселине. Погодан је за употребу због јасне промене боје. За разлику од универзалног индикатора, метил оранж нема пун спектар промене боје, али има оштрије границе.

## Боја индикатора
Како се киселост раствора смањује, промена боје овог индикатора се мења од црвене преко наранџасте до жуте.